# Laurence Fishburne
Laurence John Fishburne III (Augusta, Georgia, 30 de julio de 1961), conocido como Laurence Fishburne, es un actor de cine estadounidense. Destaca principalmente por su rol como Morfeo en la película de ciencia ficción The Matrix y sus secuelas.
En 1993 fue nominado al premio Óscar al mejor actor por la película Tina, un biopic sobre la vida de la cantante Tina Turner, en la que Fishburne interpretaba a un personaje Villano Ike Turner.
Ha participado también en la popular serie de CBS, CSI, y representó a Perry White en la cinta El Hombre de Acero (2013) y su continuación en Batman v Superman: Dawn of Justice (2016).

## Primeros años
Fishburne nació en Augusta, Georgia. Es hijo de Hattie Bell Crawford, una profesora de matemáticas y ciencias en una escuela para niños, y de Laurence John Fishburne, Jr., un funcionario de prisión de menores. Sus padres se divorciaron durante su infancia y Fishburne se mudó con su madre a Brooklyn, Nueva York, donde se crio. Su padre le veía una vez al mes. Fishburne se graduó en la academia Lincoln Square, en Nueva York, la cual fue cerrada en los 80.

## Carrera

### Década de 1970
Fishburne empezó a actuar a los 12 años, consiguiendo su primer trabajo en 1973, interpretando a Joshua Hall en la telenovela de ABC, One Life to Live. Él fue elegido inicialmente para el reparto de la exitosa serie de televisión Good Times, pero el papel fue finalmente interpretado por Ralph Carter. El papel más memorable de la infancia de Fishburne fue en Cornbread, Earl and Me donde interpretó a un joven niño que fue testigo para la policía de un tiroteo, convirtiéndose en una popular estrella del instituto. Fishburne más tarde obtuvo un papel de apoyo en la película Apocalypse Now, de Francis Ford Coppola, donde interpretó a un marinero de 17 años apodado 'Mr. Clean'. Cuando la producción empezó en 1976 él solo tenía 15 años, aparentemente mintió sobre su edad para obtener su parte. La filmación se alargó y acabó cumpliendo los 17 años, cuando esta se completó, y 18 cuando se estrenó.

### Década de 1980
Fishburne pasó gran parte de la década de 1980 dentro y fuera de la televisión y periódicamente en el escenario. A principios de los años 80 Fishburne tuvo un papel muy secundario en la aclamada película El color púrpura, de Steven Spielberg. Fishburne tuvo un papel recurrente como Cowboy Curtis con el personaje de Paul Reubens, Pee Wee Herman en el programa de televisión infantil de la CBS, Pee-wee's Playhouse. También apareció en el episodio M*A*S*H, "The Tooth Shall Set You Free", interpretando al Cabo Dorsey (anunciado como Larry Fishburne en los créditos). Su etapa de trabajo durante los años 1980 incluyó interpretar el papel de 'Cutter' (un matón) en Death Wish 2 (1982), Short Eyes (1984), y Loose Ends (1987). Fueron producidas en el Second Stage Theatre, en Nueva York. Además, en 1987 desempeñó un papel en la película Pesadilla en Elm Street 3: Guerreros del Sueño como uno de los celadores en el hospital. Adicionalmente, Lawrence Fishburne tuvo un papel protagonista en "Dap", la segunda versión teatral de Spike Lee titulada School Daze (1988).
En 1988 se estrenó la película “Infierno Rojo”, en la que Fishburne desempeñó el papel del teniente Stobbs, policía de Chicago.

### Década de 1990
En 1990 interpretó a Jimmy Jump en la polémica King of New York, y en 1991, Fishburne fue protagonista en Boyz N The Hood. Al siguiente año, en 1992, ganó un premio Tony por su actuación en el escenario en la obra de August Wilson, Two Trains Running y un premio Emmy por su actuación en el episodio piloto "The Box" de la breve antología de series de ficción TriBeCa. En 1993, recibió su primera nominación al premio Óscar al mejor actor por su buena interpretación retratando a Ike Turner en What's Love Got to Do With It. En 1997 Fishburne protagonizó la película de ciencia ficción y terror Horizonte final, junto a Sam Neill. Hoy en día, como más será conocido Fishburne es probablemente por su papel como Morfeo, el maestro-hacker de Neo, interpretado por Keanu Reeves, en la exitosa película de ciencia ficción The Matrix.

## Vida personal
Fishburne se casó con la actriz Hajna O. Moss en 1985, en Etiopía. La pareja tiene dos hijos: un chico, Langston, nacido en 1987, y una chica, Montana, nacida en 1991. Fishburne y Moss se divorciaron a mediados de los años 90. Fishburne estuvo casado en segundas nupcias con la también actriz Gina Torres, con quien contrajo matrimonio el 22 de septiembre de 2002. Tuvieron una hija, Delilah (nacida en 2007). Se separaron en septiembre de 2017. Fishburne es un gran fan de Paulo Coelho y planea producir una película basada en la novela El alquimista.

## Filmografía

### Cine
| Año  | Título                                      | Personaje                             |
| ---- | ------------------------------------------- | ------------------------------------- |
| 1972 | If You Give a Dance, You Gotta Pay the Band | Fish                                  |
| 1975 | Cornbread, Earl and Me                      | Wilford Robinson                      |
| 1979 | Fast Break                                  | Chico de la calle                     |
| 1979 | Apocalypse Now                              | Tyrone 'Clean' Miller                 |
| 1980 | Willie & Phil                               | Wilson                                |
| 1980 | A Rumor of War                              | Lightbulb                             |
| 1982 | Death Wish II                               | Cutter                                |
| 1982 | I Take These Men                            | Hank Johnson                          |
| 1983 | For Us the Living: The Medgar Evers Story   | Jimbo Collins                         |
| 1983 | Rumble Fish                                 | Midget                                |
| 1984 | Cotton Club                                 | Bumpy Rhodes                          |
| 1985 | El color púrpura                            | Swain                                 |
| 1986 | Quicksilver                                 | Voodoo                                |
| 1986 | Band of the Hand                            | Cream                                 |
| 1987 | A Nightmare on Elm Street 3: Dream Warriors | Max                                   |
| 1987 | Gardens of Stone                            | Sgt. Flanagan                         |
| 1987 | Cherry 2000                                 | Glu Glu Lawyer                        |
| 1988 | School Daze                                 | Vaughn "Dap" Dunlap                   |
| 1988 | Red Heat                                    | Teniente Charlie Stobbs               |
| 1990 | King of New York                            | Jimmy Jump                            |
| 1990 | Cadence                                     | Stokes                                |
| 1991 | Class Action                                | Nick Holbrook                         |
| 1991 | Boyz n the Hood                             | Furious Styles                        |
| 1992 | Deep Cover                                  | Russell Stevens Jr./John Hull         |
| 1993 | What's Love Got to Do with It               | Ike Turner, Sr.                       |
| 1993 | Searching for Bobby Fischer                 | Vinnie                                |
| 1995 | Higher Learning                             | Profesor Maurice Phipps               |
| 1995 | Bad Company                                 | Nelson Crowe                          |
| 1995 | Just Cause                                  | Sheriff Tanny Brown                   |
| 1995 | The Tuskegee Airmen                         | Hannibal Lee                          |
| 1995 | Othello                                     | Othello                               |
| 1996 | Fled                                        | Piper                                 |
| 1997 | Miss Evers' Boys                            | Caleb Humphries                       |
| 1997 | Event Horizon                               | Capitán Miller                        |
| 1997 | Hoodlum                                     | Bumpy Johnson                         |
| 1998 | Always Outnumbered                          | Socrates Fortlow                      |
| 1999 | The Matrix                                  | Morfeo                                |
| 2000 | Once in the Life                            | 20/20 Mike                            |
| 2001 | Osmosis Jones                               | Thrax (voz)                           |
| 2003 | Biker Boyz                                  | Smoke                                 |
| 2003 | The Matrix Reloaded                         | Morfeo                                |
| 2003 | Mystic River                                | Sargento Whitey Powers                |
| 2003 | The Matrix Revolutions                      | Morfeo                                |
| 2005 | Asalto al Distrito 13                       | Marion Bishop                         |
| 2005 | Ashes and Snow                              | Narrador                              |
| 2005 | Kiss Kiss Bang Bang                         | Bear in Genaros Beer Commercial (voz) |
| 2006 | Akeelah and the Bee                         | Dr. Larabee                           |
| 2006 | Misión imposible 3                          | Theodore Brassel                      |
| 2006 | Five Fingers                                | Ahmat                                 |
| 2006 | Bobby                                       | Edward                                |
| 2007 | TMNT                                        | Narrador                              |
| 2007 | Los 4 Fantásticos y Silver Surfer           | Silver Surfer                         |
| 2007 | The Death and Life of Bobby Z               | Tad Gruzsa                            |
| 2008 | 21 blackjack                                | Cole Williams                         |
| 2008 | Tortured                                    | Archie Green                          |
| 2008 | Days of Wrath                               | Mr. Stafford                          |
| 2009 | Black Water Transit                         | Jack                                  |
| 2009 | Armored                                     | Baines                                |
| 2010 | Predators                                   | Noland                                |
| 2011 | Have a Little Faith                         | Henry Covington                       |
| 2011 | Contagion                                   | Dr. Ellis Cheever                     |
| 2013 | Colonia V                                   | Briggs                                |
| 2013 | El hombre de acero                          | Perry White                           |
| 2013 | Khumba                                      | Seko the Zebra (voz)                  |
| 2014 | Ride Along                                  | Omar                                  |
| 2014 | Rudderless                                  | Del                                   |
| 2014 | The Signal                                  | Damon                                 |
| 2016 | Batman v Superman: Dawn of Justice          | Perry White                           |
| 2016 | Standoff                                    | Sade                                  |
| 2016 | Passengers                                  | Gus Mancuso                           |
| 2017 | John Wick: Chapter 2                        | The Bowler King                       |
| 2017 | La última bandera                           | Mueller                               |
| 2018 | Ant-Man and the Wasp                        | Bill Foster                           |
| 2018 | The Mule                                    | Agente Especial DEA                   |
| 2019 | John Wick: Chapter 3 - Parabellum           | The Bowery King                       |
| 2019 | Where'd You Go, Bernadette                  | Paul Jellinek                         |
| 2021 | The Ice Road                                | Jim Goldenrod                         |
| 2023 | John Wick: Chapter 4                        | The Bowler King                       |
| 2024 | The Amateur                                 | Robert "Hendo" Henderson              |

### Televisión
| Año       | Título                         | Personaje                 | Episodio                                                            | Notas                                                   |
| --------- | ------------------------------ | ------------------------- | ------------------------------------------------------------------- | ------------------------------------------------------- |
| 1973–1976 | One Life to Live               | Dr. Joshua "Josh" Hall #1 | Desconocido                                                         | Papel de apoyo                                          |
| 1980      | The Six O'Clock Follies        | Robby Robinson            | Desconocido                                                         | Acreditado como Larry Fishburne                         |
| 1981      | Hombre de Blanco               | Hobie                     | "Finders Keepers" (temporada 2: episodio 12)                        | Acreditado como Larry Fishburne Aparición como invitado |
| 1982      | MASH                           | Corporal Dorsey           | "The Tooth Shall Set You Free" (temporada 10; episodio 14)          | Acreditado como Larry Fishburne Aparición como invitado |
| 1982      | Strike Force                   | F.T.                      | "Humiliation" (temporada 1; episodio 16)                            | Acreditado como Larry Fishburne Aparición como invitado |
| 1986–1987 | Pee-wee's Playhouse            | Cowboy Curtis             | 5 episodios                                                         | Rol de apoyo                                            |
| 1986      | Hill Street Blues              | Maurice Haynes            | "Look Homeward, Ninja" (temporada 6; episodio 20)                   | Aparición como invitado                                 |
| 1986      | Miami Vice                     | Guardia de prisión Keller | "Walk-Alone" (temporada 3; episodio 4)                              | Acreditado como Larry Fishburne Aparición como invitado |
| 1987      | Spenser: For Hire              | David Mukende             | "Personal Demons" (temporada 2; episodio 14)                        | Acreditado como Larry Fishburne Aparición como invitado |
| 1989      | The Equalizer                  | Casey Taylor              | "Race Traitors" (temporada 4; episodio 20)                          | Aparición como invitado                                 |
| 1991      | American Experience            | Martin Delany             | "The Massachusetts 54th Colored Infantry" (temporada 4; episodio 3) | Voz Aparición como invitado                             |
| 1993      | TriBeCa                        | Martin                    | The Box (temporada 1; episodio 1)                                   | Aparición como invitado                                 |
| 2008–2011 | CSI: Crime Scene Investigation | Dr. Raymond Langston      | 61 episodios                                                        | Papel principal                                         |
| 2009      | CSI: Miami                     | Dr. Raymond Langston      | "Bone Voyage" (temporada 8; episodio 7)                             | Aparición como invitado                                 |
| 2009      | CSI: NY                        | Dr. Raymond Langston      | "Hammer Down" (temporada 6; episodio 7)                             | Aparición como invitado                                 |
| 2013–2015 | Hannibal                       | Jack Crawford             | 26 episodios                                                        | Papel principal                                         |
| 2014–2022 | Black-ish                      | Pops                      | 24 episodios                                                        | Papel principal                                         |
| 2016      | Raíces                         | Alex Haley                | 4 episodios                                                         | Papel principal                                         |
| 2023      | Moon Girl and Devil Dinosaur   | Beyonder                  |                                                                     | Papel principal                                         |

### Videojuegos
| Año  | Título                    | Personaje            | Notas |
| ---- | ------------------------- | -------------------- | ----- |
| 2000 | Spider-Man                | Uatu the Watcher     | Voz   |
| 2003 | Enter the Matrix          | Morpheus             | Voz   |
| 2005 | The Matrix Online         | Morpheus             | Voz   |
| 2005 | True Crime: New York City | Isaiah Reed          | Voz   |
| 2009 | CSI: Deadly Intent        | Dr. Raymond Langston | Voz   |
| 2010 | CSI: Fatal Conspiracy     | Dr. Raymond Langston | Voz   |

## Premios y distinciones
Premios Óscar
| Año  | Categoría   | Película                      | Resultado |
| ---- | ----------- | ----------------------------- | --------- |
| 1994 | Mejor actor | What's Love Got to Do with It | Nominado  |